# Pehota
Pehôta (starinsko in žargonsko pešadíja) je najstarejši in najbolj množični rod kopenske vojske, saj potrebuje najmanj opreme in urjenja, v primerjavi z drugimi oboroženimi rodovi.

## Zgodovina
V starem in srednjem veku je pehota predstavljala glavno oboroženo silo, toda z napredkom vojaške tehnike v novem veku postaja pehota vse bolj ranljiv del in potrebuje podporo drugih rodov kopenske vojske (predvsem artilerijskih enot, oklepnih enot) in drugih vej oboroženih sil. 

## Delitev/specializacija pehote
- klasične pehotne enote
- težka pehota (zastarel izraz)
- lahka pehota
- padalski lovci
- konjeniške enote
- kolesarske enote
- gorske enote
- motorizirane enote
- mehanizirane enote
- desantne enote
- protidesantne enote
- protioklepne enote
- tankovski lovci
- padalske enote
- zračnoprevozne enote
- zračnodesantne enote
- zračnopristajalne enote
- enote stezosledcev
- izvidniške enote
- vojaška policija
- specialne sile
- logistične enote
- enote za zveze
- diverzantske enote
- enote RKBO
- minerske enote